# Marcel-Hubert Grégoire
Marcel-Hubert Grégoire (Aye, 29 mei 1902 - Watermaal-Bosvoorde, 9 september 1982) was een Belgisch politicus en Waals militant.

## Levensloop
Grégoire werd beroepshalve ambtenaar bij de NMBS en was van 1935 tot 1936 kabinetsmedewerker van minister van Transport en PTT Paul-Henri Spaak. Tijdens het interbellum hield Grégoire talrijke meetings tegen Rex en Léon Degrelle.
Tijdens de Tweede Wereldoorlog verbleef hij in Londen, in dienst van de Belgische regering. Na de Bevrijding kreeg hij de opdracht Belgische gevangenen uit Duitsland te repatriëren.
Hij was volksvertegenwoordiger voor de Belgische Socialistische Partij in het arrondissement Brussel, van 1946 tot 1949. In maart 1947 was hij, samen met vijf andere parlementsleden, indiener van een (con)federalistische motie, die was uitgewerkt door het Waals Nationaal Congres. Hij was van 1946 tot 1964 ook gemeenteraadslid in Watermaal-Bosvoorde.
Hij werd de facto uitgesloten uit de PSB, omdat hij zich Waals volksvertegenwoordiger van Brussel had genoemd. Anderzijds kwam hij ook in de problemen omdat in zijn dienstauto instrumenten voor illegale vruchtafdrijvingen waren gevonden.
Hij raakte zonder werk en zonder inkomen. Hij zou geholpen geweest zijn door militanten waardoor hij zijn bezigheden in de Waalse beweging kon verder zetten, zoals het schrijven van bijdragen in de Waalse dagbladen Le Gaulois en La Wallonie, het orgaan van het Luikse ABVV en in de Mouvement populaire wallon van André Renard.
In 1964 werd hij lid van het FDF waar hij een invloedrijke rol speelde als "éminence grise" en waar hij zijn vriend en voormalige baas Paul-Henri Spaak weer ontmoette.